# ياسوشي أكاشي
ياسوشي أكاشي (باليابانية: 明石 康) من مواليد 19 يناير 1931 في هيناى، محافظة أكيتا. هو دبلوماسي ياباني رفيع ومسؤول في الأمم المتحدة.

## نظرة عامة

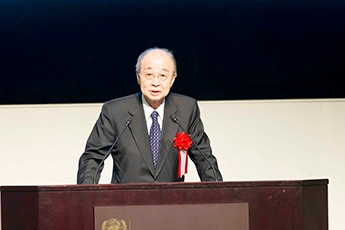
أكاشي أثناء ألقاء كلمة في الحفل التذكاري للذكرى الستين لانضمام اليابان إلى الأمم المتحدة (في جامعة الأمم المتحدة، 19 ديسمبر 2016)

حصل أكاشي على درجة البكالوريوس في الآداب من جامعة طوكيو عام 1954، ودرس كباحث في برنامج فولبرايت بجامعة فيرجينيا، ثم في كلية فليتشر للقانون والدبلوماسية بجامعة تافتس. بصفته موظفًا مدنيًا دوليًا معينًا سياسياً في مقر الأمانة العامة للأمم المتحدة في مدينة نيويورك، شغل مناصب وكيل الأمين العام للإعلام، ووكيل الأمين العام لشؤون نزع السلاح ووكيل الأمين العام للشؤون الإنسانية والطوارئ منسق الإغاثة.
من بين العديد من المهام الإضافية الأخرى، كان الممثل الشخصي للأمين العام في حرب يوغوسلافيا السابقة. كما أشرف على مفاوضات السلام الكمبودية والانتخابات اللاحقة في عام 1993. على الرغم من نجاحاته هناك، فقد تعرض لانتقادات شديدة لدوره اللاحق في البلقان، لا سيما لفشله في فرض سلامة المدنيين في عدد من المناطق الآمنة،  مثل غورازده،  وعدم قدرته على منع الإبادة الجماعية في سريبرينيتشا. 
وكان من المتوقع أن يزور أكاشي سريلانكا في الأسبوع الأخير من سبتمبر 2006 للمساعدة في تسهيل المفاوضات بين نمور التاميل والحكومة السريلانكية.  في الماضي، التقى أكاشي بمسؤول جاناثا فيموكثي بيرامونا (جبهة التحرير الشعبية) سوماوانسا أماراسينغ. 
ترشح لمنصب حاكم طوكيو في انتخابات عام 1999 بدعم من الحزب الليبرالي الديمقراطي وائتلاف كوميتو الجديد، لكنه جاء في المركز الرابع. 

## تكريمات
- مواطن فخري في سوتشي، روسيا (1989).[بحاجة لمصدر]
- عضو بارز في مؤسسة سيرجيو فييرا دي ميلو.[8]
- جائزة سريلانكا راثنا من سريلانكا، 19 أغسطس 2019. أول وسام وطني يُمنح لغير المواطنين على الإطلاق تقديراً لخدمته كمبعوث للسلام. تكريماً على الخدمة الاستثنائية والمتميزة للأمة.